# Liste der Kulturdenkmale in Zschetzsch
In der Liste der Kulturdenkmale in Zschetzsch sind die Kulturdenkmale des Colditzer Ortsteils Zschetzsch verzeichnet, die bis Mai 2024 vom Landesamt für Denkmalpflege Sachsen erfasst wurden (ohne archäologische Kulturdenkmale). Die Anmerkungen sind zu beachten.
Diese Aufzählung ist eine Teilmenge der Liste der Kulturdenkmale in Colditz.

## Zschetzsch
| Bild           | Bezeichnung                                                                           | Lage                        | Datierung                 | Beschreibung | ID       |
| -------------- | ------------------------------------------------------------------------------------- | --------------------------- | ------------------------- | --- | -------- |
| Weitere Bilder | Hydraulischer Widder                                                                  | (Flurstück 25) (Karte)      | Um 1900                   | Wasserhebevorrichtung, technisches Denkmal der Wasserversorgung, ortsgeschichtlich von Bedeutung. Hydraulischer Widder (nach dem Erfinder Joseph Michel Montgolfier 1740–1810, der die Pumpe „belier hydraulique“ nannte), wurde zur Wasserversorgung von Zschetzsch genutzt, Ziegelsteinummauerung, Eisenkolben mit Druck- und Stoßventil. | 08974453 |
| Weitere Bilder | Sägewerk, mit technischer Ausstattung                                                 | Sermuther Straße (Karte)    | 1. Hälfte 20. Jahrhundert | Putzbau, technikgeschichtlich von Bedeutung. Eingeschossiger Massivbau, verputzt, Satteldach, spätere Umbauten, im Inneren originale Technik (2014 nicht geprüft). | 08974913 |
|                | Sachgesamtheitsbestandteil der Sachgesamtheit Muldentalbahn, Teilabschnitt Zschetzsch | Sermuther Straße 14 (Karte) | 1875                      | Sachgesamtheitsbestandteil der Sachgesamtheit Muldentalbahn, Teilabschnitt Colditz, Ortsteil Zschetzsch, mit dem Einzeldenkmal Bahnwärterhaus (09306164), siehe Glauchau, 09306181; Sachgesamtheit mit allen Bahnanlagen, darunter Gleisanlagen mit Unter- und Oberbau, Streckenkilometrierung, Fernmelde- und Signalanlagen, Bahnstationen einschließlich aller Funktionsbauten, Wärterhäuschen, Brücken und Durchlässen in den Gemeinden Glauchau (Ortsteile Glauchau, Kleinbernsdorf, Reinholdshain, Niederlungwitz), Limbach-Oberfrohna (Ortsteile Wolkenburg-Kaufungen, Herrndorf, Uhlsdorf), Remse (Ortsteil Remse), Waldenburg (Ortsteile Niederwinkel, Oberwinkel, Waldenburg), Lunzenau (Ortsteile Lunzenau, Berthelsdorf, Cossen, Rochsburg, Göritzhain), Penig (Ortsteile Markersdorf, Penig, Amerika, Arnsdorf, Thierbach, Zinnberg), Rochlitz (Ortsteile Penna, Rochlitz; Zaßnitz), Seelitz (Ortsteile Fischheim, Seelitz, Biesern, Steudten), Colditz (Ortsteile Colditz, Lastau, Möseln, Sermuth, Zschetzsch), Grimma (Ortsteile Großbothen), für die Industrieentwicklung des Muldentals wichtige und landschaftsbildende prägende Normalspurbahn, wirtschaftsgeschichtlich, eisenbahngeschichtlich, landschaftsgestaltend sowie regionalgeschichtlich von Bedeutung. | 09306200 |
|                | Bahnwärterhaus mit Nebengebäude (Einzeldenkmale der Sachgesamtheit 09306200)          | Sermuther Straße 14 (Karte) | 1875                      | Einzeldenkmale der Sachgesamtheit Muldentalbahn; weitestgehend original erhaltenes Wärterhaus am km 52,4 der Bahnstrecke Glauchau–Wurzen, eisenbahn- und verkehrsgeschichtlich von Bedeutung. - Bahnwärterhaus: weitestgehend original, zweigeschossig, Putzbau, Drempel, Sockel polygonales Mauerwerk, Gurtgesims - Nebengebäude: weitestgehend original, eingeschossig, Putzbau, Drempel | 09306164 |

## Tabellenlegende
- Bild: Bild des Kulturdenkmals, ggf. zusätzlich mit einem Link zu weiteren Fotos des Kulturdenkmals im Medienarchiv Wikimedia Commons. Wenn man auf das Kamerasymbol klickt, können Fotos zu Kulturdenkmalen aus dieser Liste hochgeladen werden:
- Bezeichnung: Denkmalgeschützte Objekte und ggf. Bauwerksname des Kulturdenkmals
- Lage: Straßenname und Hausnummer oder Flurstücknummer des Kulturdenkmals. Die Grundsortierung der Liste erfolgt nach dieser Adresse. Der Link (Karte) führt zu verschiedenen Kartendiensten mit der Position des Kulturdenkmals. Fehlt dieser Link, wurden die Koordinaten noch nicht eingetragen. Sind diese bekannt, können sie über ein Tool mit einer Kartenansicht einfach nachgetragen werden. In dieser Kartenansicht sind Kulturdenkmale ohne Koordinaten mit einem roten bzw. orangen Marker dargestellt und können durch Verschieben auf die richtige Position in der Karte mit Koordinaten versehen werden. Kulturdenkmale ohne Bild sind an einem blauen bzw. roten Marker erkennbar.
- Datierung: Baubeginn, Fertigstellung, Datum der Erstnennung oder grobe zeitliche Einordnung entsprechend des Eintrags in der sächsischen Denkmaldatenbank
- Beschreibung: Kurzcharakteristik des Kulturdenkmals entsprechend des Eintrags in der sächsischen Denkmaldatenbank, ggf. ergänzt durch die dort nur selten veröffentlichten Erfassungstexte oder zusätzliche Informationen
- ID: Vom Landesamt für Denkmalpflege Sachsen vergebene, das Kulturdenkmal eindeutig identifizierende Objekt-Nummer. Der Link führt zum PDF-Denkmaldokument des Landesamtes für Denkmalpflege Sachsen. Bei ehemaligen Kulturdenkmalen können die Objektnummern unbekannt sein und deshalb fehlen bzw. die Links von aus der Datenbank entfernten Objektnummern ins Leere führen. Ein ggf. vorhandenes Icon  führt zu den Angaben des Kulturdenkmals bei Wikidata.